# Limpopo (provins)
 For alternative betydninger, se Limpopo (flertydig). (Se også artikler, som begynder med Limpopo)
Limpopoprovinsen (efter floden Limpopo) er en provins i det nordlige Sydafrika med et areal på 125.754 km² og 5.726.800 indbyggere (2015). Hovedstad er Polokwane (Pietersburg). Limpopoprovinsen var frem til 1994 en del af Transvaalprovinsen og hed et år Nordre Transvaalprovins, derefter Nordprovinsen frem til 11. juni 2003, hvor den fik det nuværende navn.
Limpopoprovinsen ligger på den sydafrikanske højslette og består hovedsageligt af græssavanne; klimaet er hovedsageligt subtropisk. Sotho er det vigtigste sprog. Af erhverv er der minedrift efter kobber, asbest, kul, jernmalm og platin, skovbrug og jordbrug med dyrkning af solsikke, bomuld og majs (især omkring Nylstroom), tropisk frugt (især omkring Louis Trichardt og Tzaneen), samt te og kaffe (omkring Tzaneen).
24°00′S 29°30′Ø / 24°S 29.5°Ø